# Sturmflutsperrwerk

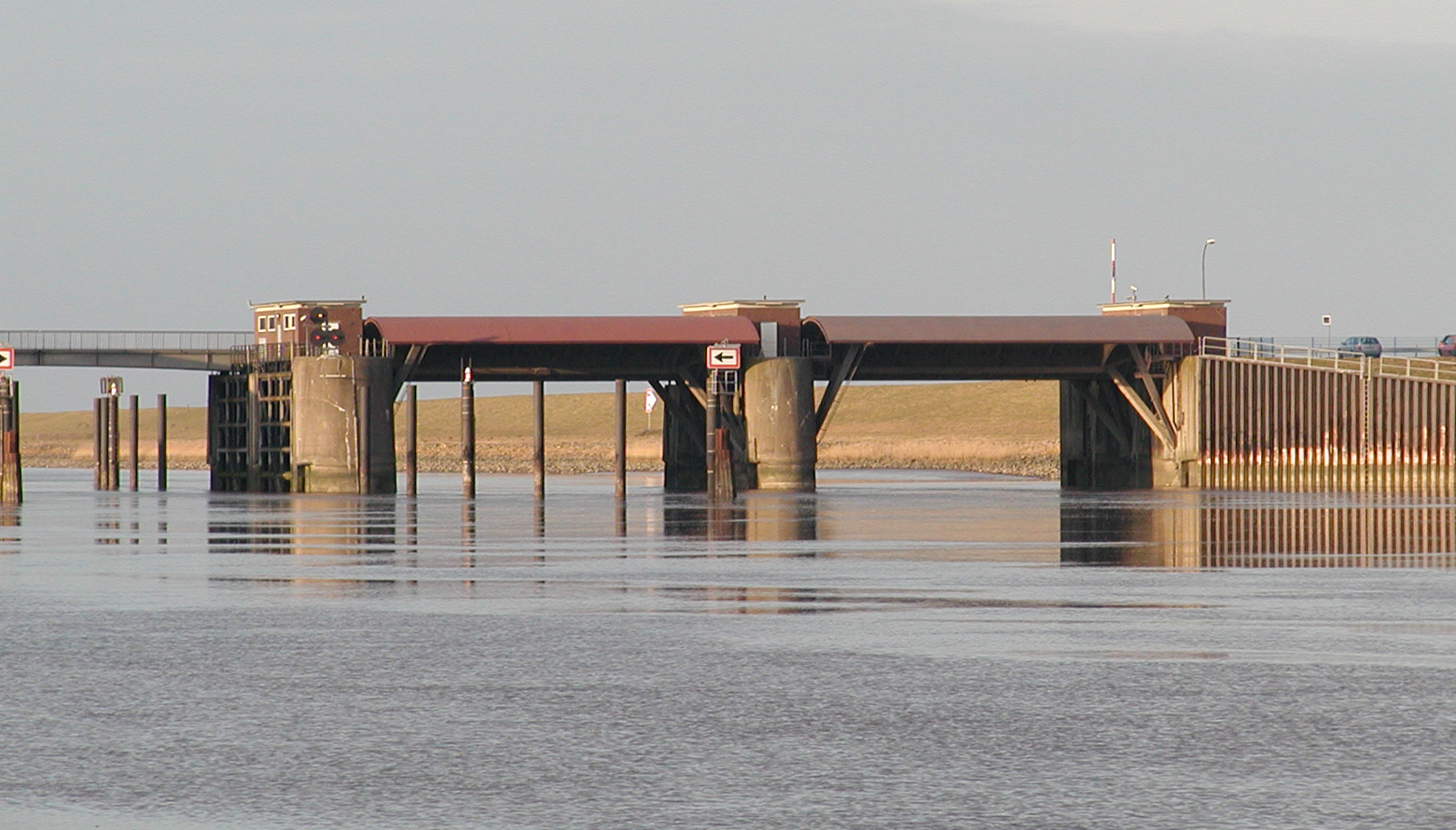
Zwei geöffnete Segmenttore des Ostesperrwerks

Ein Sturmflutsperrwerk, manchmal ungenau als Sturmflutwehr bezeichnet, ist ein Sperrwerk in einer Flussmündung, einer Bucht oder einem Kanal, dessen bewegliche Tore nur im Fall einer Sturmflut das Gewässer vom Wassereinstrom aus dem Meer absperren. Bei ungefährlichen Wasserständen lässt es die Wasserströme wie den Abfluss des Oberwassers und die Gezeiten möglichst ungehindert passieren.

## Verwendung
So werden Überschwemmungen im Inland und in Hafenbereichen verhindert. Die Errichtung solcher Bauwerke verkürzt die Deichlinie, wodurch zusätzliche Bau- und Unterhaltungsmaßnahmen entfallen. Soll auch bei geschlossenen Toren Schifffahrt möglich sein, ist neben den verschließbaren Strömungsöffnungen noch eine Schleuse angelegt.
Sturmflutsperrwerke gibt es vor allem in Tidengewässern, in denen einerseits der gezeitenbedingte Wassereinstrom ökologisch von Bedeutung ist, andererseits es durch Zusammentreffen von astronomischer Tide und Sturmflut relativ oft zu bedrohlichen Situationen kommt. Sturmflutsperrwerke gibt es aber auch an Flussmündungen und Buchten ohne nennenswerten Tidenhub.

## Abgrenzung
Sturmflutsperrwerke dürfen nicht verwechselt werden mit den Wehranlagen, die es an vielen Flussmündungen weiter oben gibt. Sie begrenzen den Tidenbereich und damit das Ästuar. Zum einen haben sie die Funktion eines Siels und schirmen das flussaufwärts anschließende Binnengewässer gegen die astronomischen Gezeiten wie gegen Sturmfluten ab. Zusätzlich haben sie als Wehr die Funktion einer Staustufe, garantieren ausreichende Wasserstände und damit Tauchtiefen der Binnenwasserstraße. Beispiele sind Emswehr und Emsschleuse in Herbrum, das Bremer Weserwehr, die Staustufe Geesthacht in der Elbe, sowie Schleuse und Wehranlage Nordfeld der Eider.

## Sturmflutsperrwerke an Tidengewässern

### Deutschland
- An der Ems:
  - Emssperrwerk
  - Ledasperrwerk, möglicherweise das älteste in Europa
- An der Weser:
  - Huntesperrwerk
  - Kennedybrücke und Sturmflutsperrwerk
  - Lesumsperrwerk
  - Ochtumsperrwerk
- An der Elbe:
  - Abbenflethsperrwerk
  - Ilmenausperrwerk
  - Lühesperrwerk
  - Ostesperrwerk
  - Ruthenstromsperrwerk
  - Schwingesperrwerk
  - Seevesperrwerk
  - Sperrwerk Billwerder Bucht[3]
  - Sperrwerk Wischhafen
  - Störsperrwerk
- Eidersperrwerk

### England
- Themse
  - Thames Barrier

### Niederlande
- Rhein-Maas-Schelde-Delta
  - Sperrwerk Holländische IJssel, das älteste in den Niederlanden
  - Maeslantkering
  - Oosterscheldekering
  - Hartelsperrwerk

### USA
- Neuengland
  - Fox Point Hurricane Barrier
  - New Bedford Harbor Hurricane Barrier
- New Orleans
  - Seabrook floodgate
  - Gulf Intracoastal Waterway West Closure Complex

## Sturmflutsperrwerke ohne Gezeiten

### Deutschland
- Ryck
  - Sperrwerk Greifswald[4]

### Italien
- Lagune von Venedig
  - MO.S.E-Projekt

### Russland

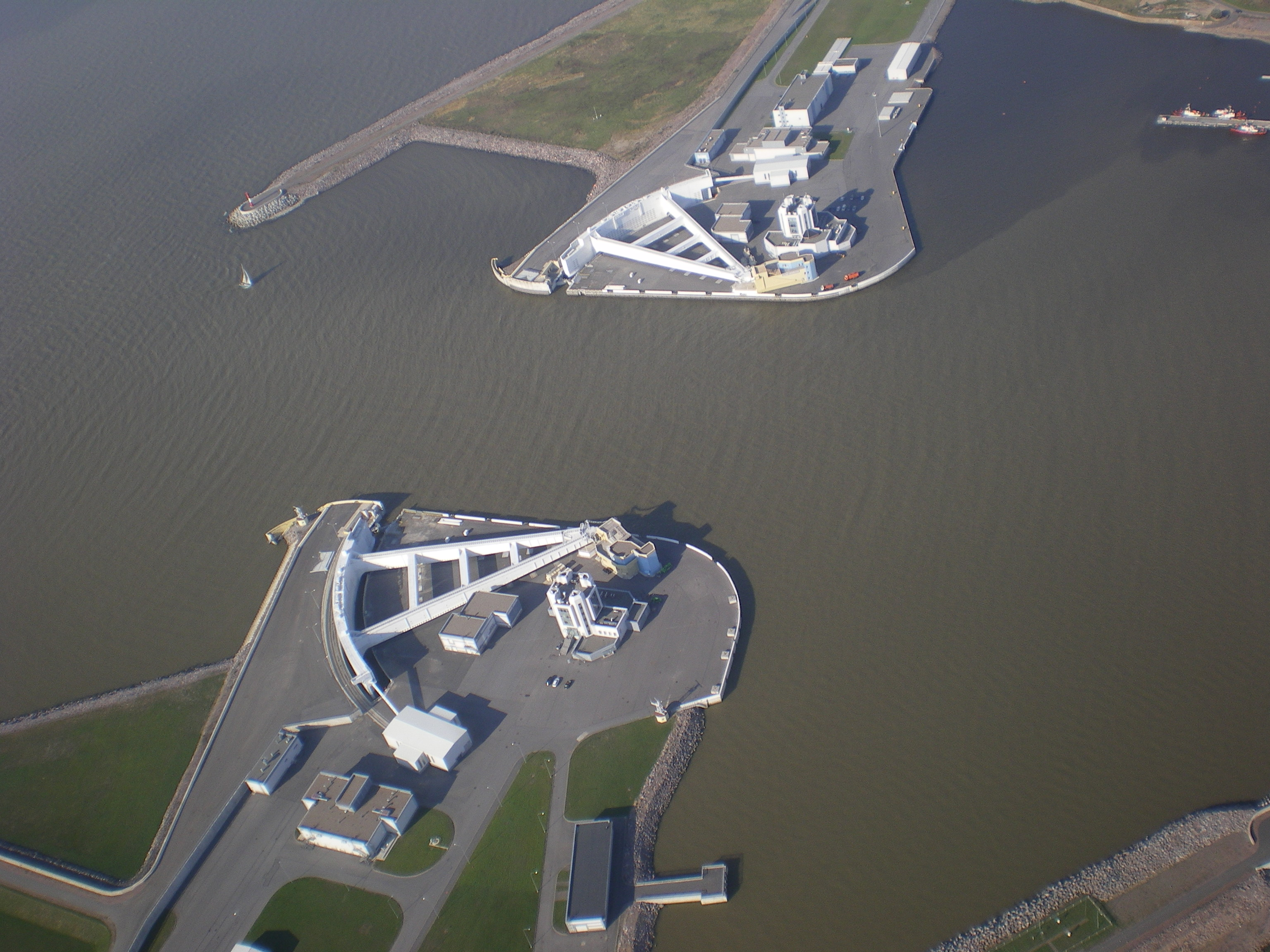
Fluttore am Petersburger Damm

- Finnischer Meerbusen/Newamündung
  - Petersburger Damm